# Barrage d'Itá
Le barrage d'Itá est un barrage sur le fleuve Uruguay, situé dans le Sud du Brésil, à la frontière entre les États de Rio Grande do Sul et de Santa Catarina. Principalement destiné à la production hydroélectrique, sa centrale dispose d'une puissance installée de 1 450 MW.

## Localisation
Le barrage d'Itá est construit sur le fleuve Uruguay, à la limite entre les communes d'Itá (Santa Catarina) à l'est et Aratiba (Rio Grande do Sul) à l'ouest.
Il fait partie d'un aménagement hydroélectrique en cascade du fleuve Uruguay et de ses deux tributaires, qui comprend, d'amont en aval :
- le barrage de Campos Novos (880 MW) sur le rio Canoas et le barrage de Barra Grande (708 MW) sur le rio Pelotas, tous deux livrés en 2006 ;
- le barrage de Machadinho (1 140 MW), livré en 2002 ;
- le barrage d'Itá (1 450 MW), livré en 2000 ;
- le barrage de Foz do Chapecó (es) (855 MW), livré en 2010.

## Histoire
L'ouvrage a été commencé le 1er mars 1996, pour être inauguré en octobre 2000[réf. nécessaire].

## Caractéristiques

### Barrage
Le barrage d'Itá est un barrage en enrochement à masque en béton, haut de 125 m et long de 880 m.

### Lac de retenue
La construction du barrage d'Itá a donné naissance à un lac de retenue de 141 km2, qui s'étend sur 11 communes des États de Rio Grande do Sul et Santa Catarina[réf. nécessaire].

### Centrale hydroélectrique
La centrale hydroélectrique d'Itá dispose de 5 turbines de 290 MW chacune, totalisant une puissance installée de 1 450 MW. Elle se classe parmi les 20 centrales hydroélectriques les plus importantes du Brésil.

## Impacts

### Déplacement de populations

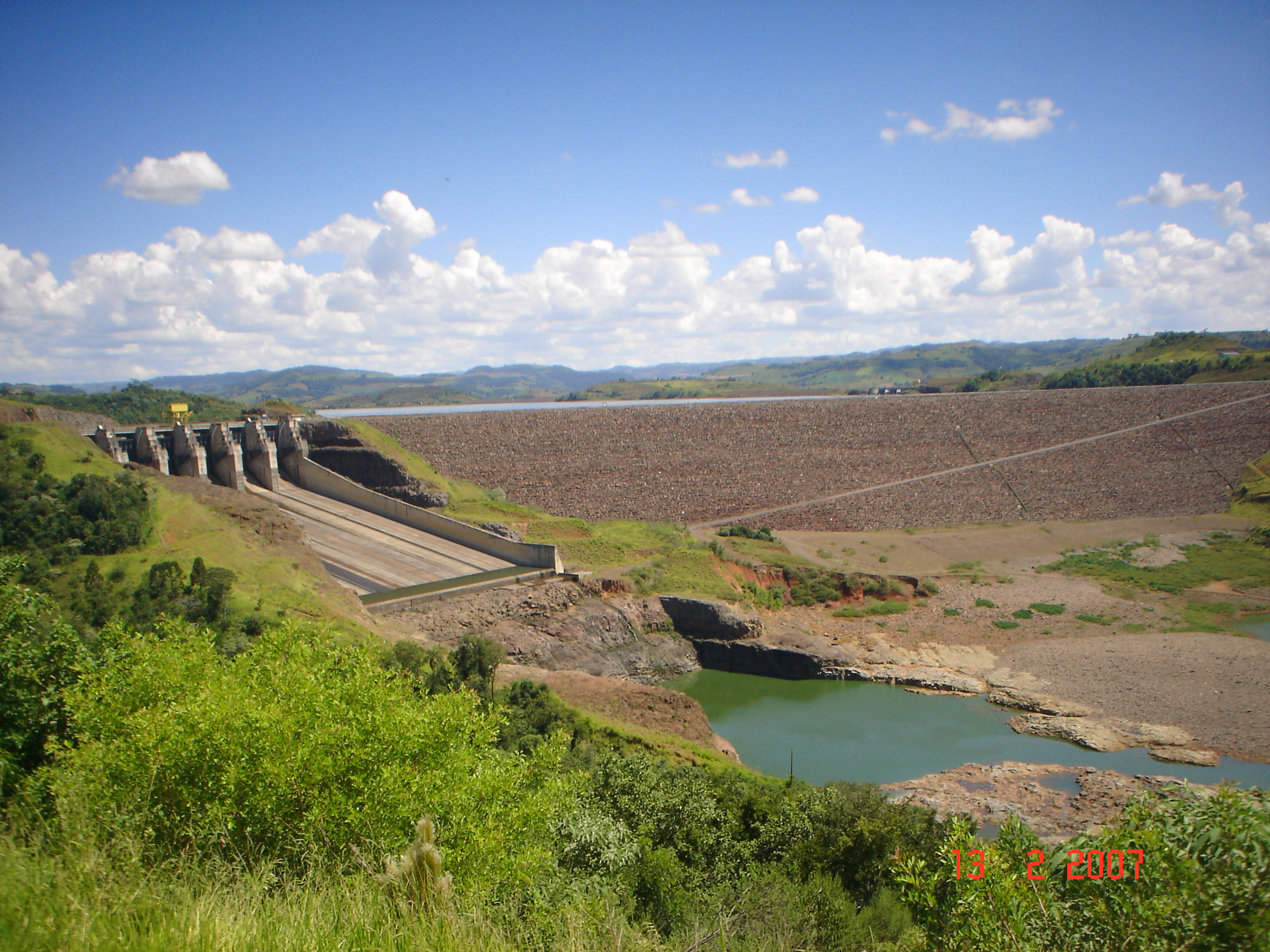
Le barrage d'Itá en 2007

Le remplissage du lac de barrage a nécessité d'engloutir 36 hameaux. Un total de 827 familles ont dû être relogées par la compagnie Eletrosul, pour beaucoup dans le nouveau centre urbain d'Itá, construit à proximité du barrage[réf. nécessaire].